# Anselmo de la Peña
Anselmo Bartolomé de la Peña y da Costa (San Xoán de Cabanelas, 1645 – Caltanissetta, 5 agosto 1729) è stato un vescovo cattolico spagnolo.

## Biografia
Come vescovo resse le diocesi di Crotone ed Agrigento.

## Genealogia episcopale
La genealogia episcopale è:
- Cardinale Scipione Rebiba
- Cardinale Giulio Antonio Santori
- Cardinale Girolamo Bernerio, O.P.
- Arcivescovo Galeazzo Sanvitale
- Cardinale Ludovico Ludovisi
- Cardinale Luigi Caetani
- Cardinale Ulderico Carpegna
- Cardinale Paluzzo Paluzzi Altieri degli Albertoni
- Cardinale Gaspare Carpegna
- Cardinale Fabrizio Paolucci
- Arcivescovo José Gasch, O.M.
- Cardinale Francesco del Giudice
- Vescovo Anselmo de la Peña, O.S.B.